# Чотири апостоли
«Чотири апостоли» — картина німецького художника Альбрехта Дюрера; закінчена в 1526 році і є його останньою великою роботою.

## Короткий опис
Цей твір мав для художника величезне значення. У нього були вкладені ідеї, що найбільш хвилювали Дюрера. Ідеї становили саму суть високих етичних уявлень майстра про людину, такою, якою вона повинна бути. Картину Дюрер підніс у дар рідному місту Нюрнбергу восени 1526 року, і вона перебувала у залі ратуші, де вирішувалися найважливіші справи міського самоврядування. Курфюрст Максиміліан I буквально насильно виманив її у жителів Нюрнберга, які потай сподіваючись, що текст писання апостолів під ними в лютеранському перекладі змусить Максиміліана повернути картину назад. Однак курфюрст велів відпиляти єретичний текст і відіслати назад рами. Тільки в 1922 році стулки і текст були знову відновлені в авторських старовинних рамах.
Картина — диптих — складається з двох вузьких вертикальних стулок, скріплених між собою. На лівій стулці зображені апостоли Іван і Петро, на правій — Марк і Павло. Апостоли зображені в одному просторі, стоять на одній підлозі. Композиційно вони тісно з'єднані разом: духовно вони здаються абсолютно однаковими. Їх відрізняє тверда воля й темперамент борців. Стан духовної активності, інтенсивного роздуму не тільки об'єднує їх, але й змушує припустити спільність інтелектуальних пошуків. Образи апостолів несуть у собі глибокий філософсько-етичний зміст. Дюрер створює їх, сподіваючись подати досконалий приклад людських характерів та умов, спрямованих у високі сфери духу.
За повідомленням каліграфа Йоганна Нейдерфера, що виконував написи на картинах, у чотирьох апостолах художник відобразив чотири основних типи темпераменту (зліва направо):
- Іван — сангвінічного
- Петро — флегматичного
- Марк — холеричного
- Павло — меланхолійного[7]

Справді Дюрер прагнув створити різні типи людей, з їхньою здатністю до активного життєвому кроку, але нарівні з цим його найбільше захоплювала мета створення образу могутньої, духовно багатої особистості. Картина «Чотири апостоли» мала сприйматися своєрідним заповітом великого німецького художника-гуманіста для сучасності та прийдешнім поколінням. Під фігурою Іоанна цитата з 2-го послання Петра:
| " | Були й лжепророки в народі, як і у вас будуть лжеучителі... (2 Петр. 2:1) | " |

Мистецтвознавці також проводять паралелі між чотирма апостолами та чотирим віковими групами, чотирма порами року.